# Xian de Baixiang
Le xian de Baixiang (柏乡县 ; pinyin : Bǎixiāng Xiàn) est un district administratif de la province du Hebei en Chine. Il est placé sous la juridiction de la ville-préfecture de Xingtai.

## Démographie
La population du district était de 174 691 habitants en 1999.